# Shito

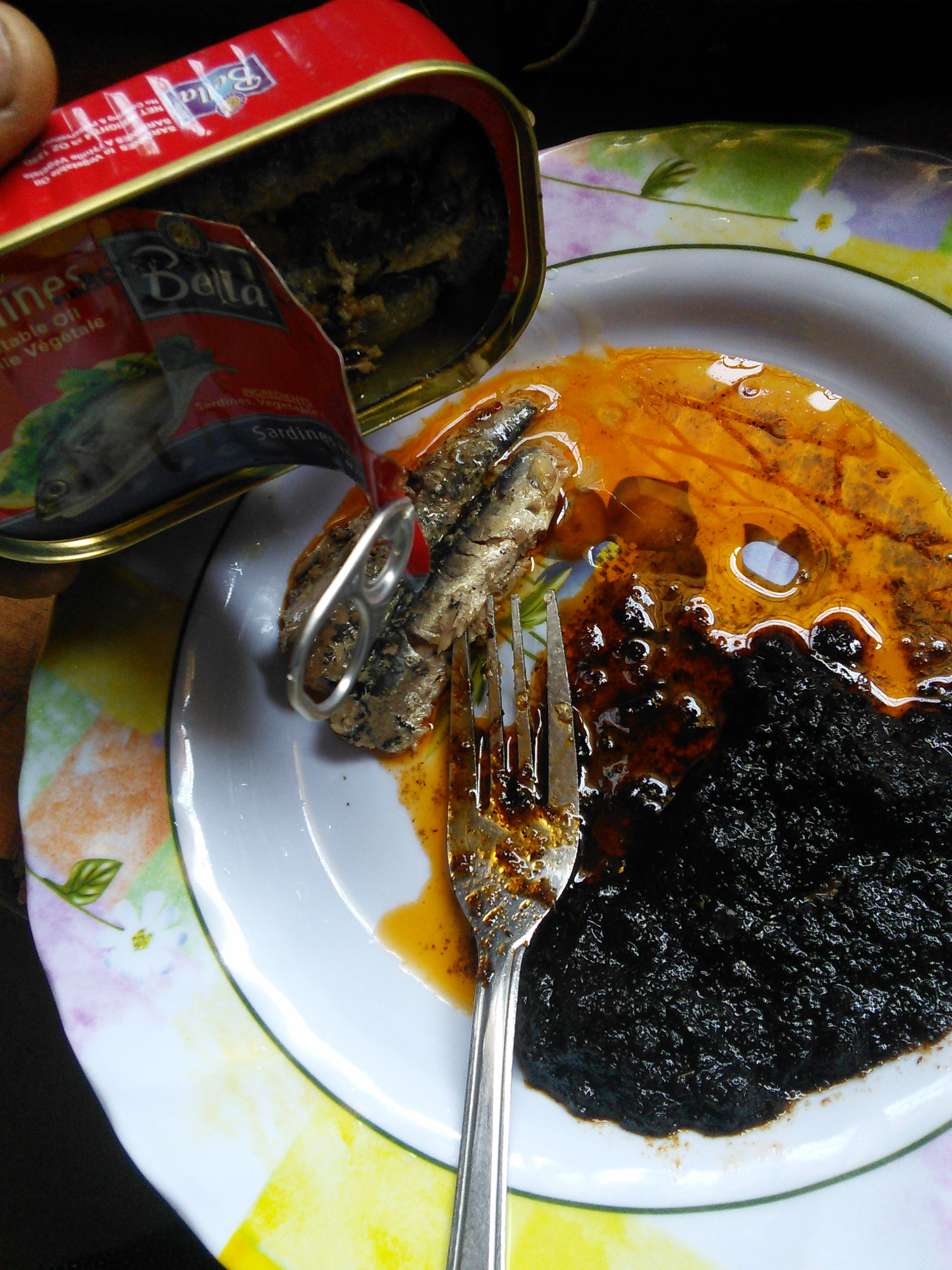
Shito et sardines

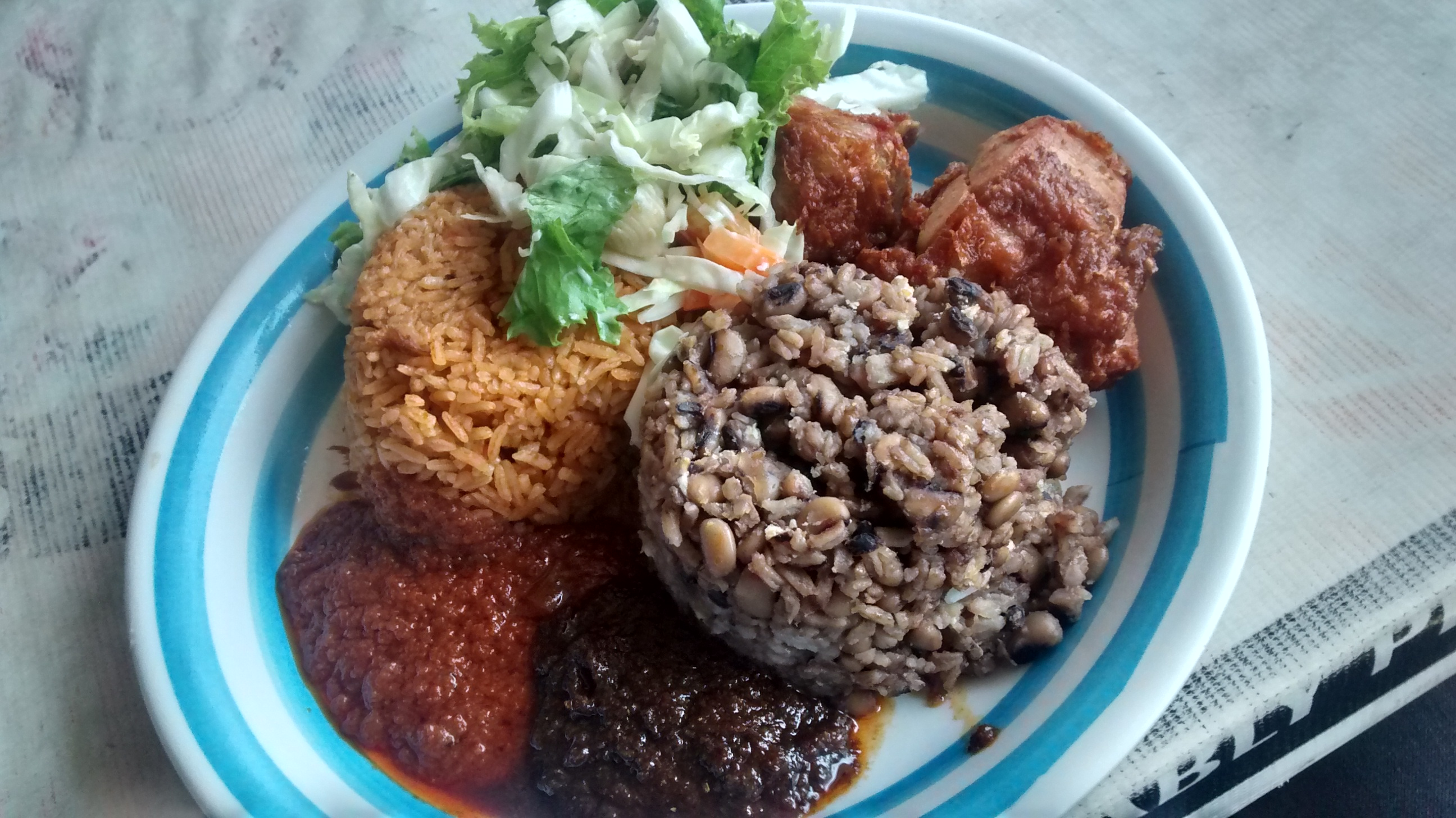
Shito, poulet et riz jollof

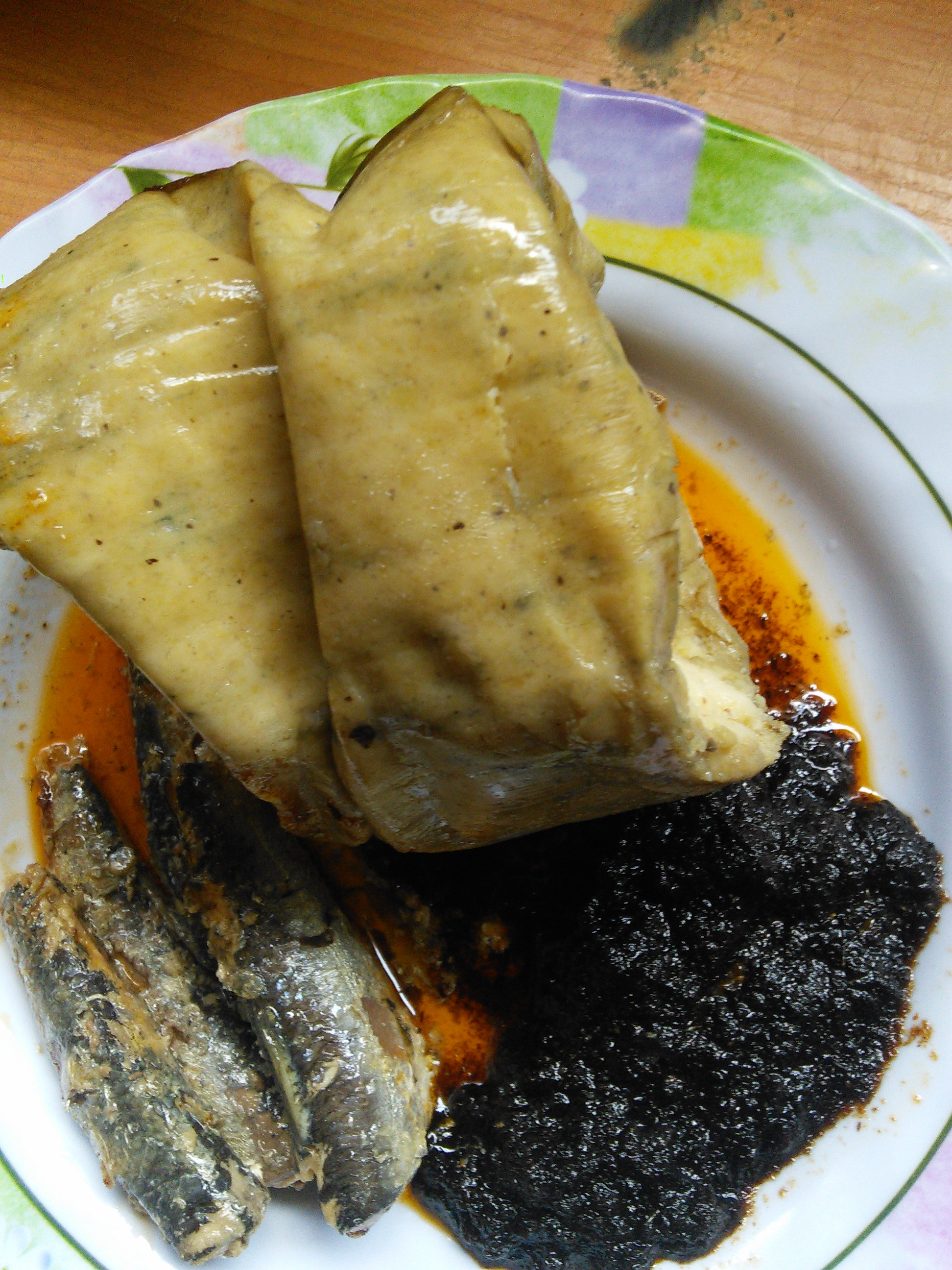
Shito et kenkey fante

Le shito est une sauce épicée très consommée au Ghana et au Togo. À base de piments, de couleur noire ou sombre, elle accompagne de nombreux mets, particulièrement le poisson et le kenkey.